# ويليام إس. ستون
ويليام إس. ستون (بالإنجليزية: William S. Stone)‏ هو ضابط أمريكي، ولد في 6 يناير 1910 في كاب جيراردو في الولايات المتحدة، وتوفي في 2 ديسمبر 1968.